# 이반 튤레네프

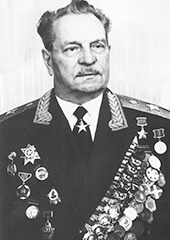
이반 튤레네프

이반 블라디미로비치 튤레네프(러시아어: Иван Владимирович Тюленев, 1892년 1월 16일 ~ 1978년 8월 15일)는 소비에트 연방의 군사 지휘관으로, 1940년에 최초로 차수(次帥. 러시아어: генерал армии, 영어번역은 General of the Army이지만 미국과 달리 소련에서는 원수 아래의 계급이다) 로 승진한 사람들 가운데 한 사람이다.
툴레네프는 1892년 심비르스크 현의 샤트라샤니 촌락에서 태어났다. 1913년, 러시아 제국군에 입대하기 이전에는 공장에서 카스피해의 어부로 일하였다. 제1차 세계 대전 중에는 카르고폴스키 기병들과 함께 싸운 용기에 성 게오르기 훈장을 수여받았다.
튤레네프는 러시아 혁명 이후에 붉은 군대에 입대하여 러시아 내전 기간 동안 제1기갑군에서 일하였으며, 또한 크론슈타트 반란의 진압에도 참여하였다. 1939년 폴란드 침공 당시 제12군을 지휘하였고, 1940년에 차수로 승진하였다.
대애국전쟁 발발 시에는 모스크바 군관구를 담당하였고, 툴레네프는 전쟁의 첫 3개월 동안 남부 전선을 지휘하였다. 전쟁의 나머지 기간 동안에는 남캅카스 군사 지구와 남캅카스 전선에서 지휘하였다.
튤레네프는 Soviet Cavalry Fighting for the Fatherland (1957년), Through Three Wars (1972년) 등, 몇 개의 회고록의 저자이다. 1978년에 소비에트 연방 영웅 칭호와 함께 12개의 훈장과 명예무기를 받았다.